# Schloss Grabenhof

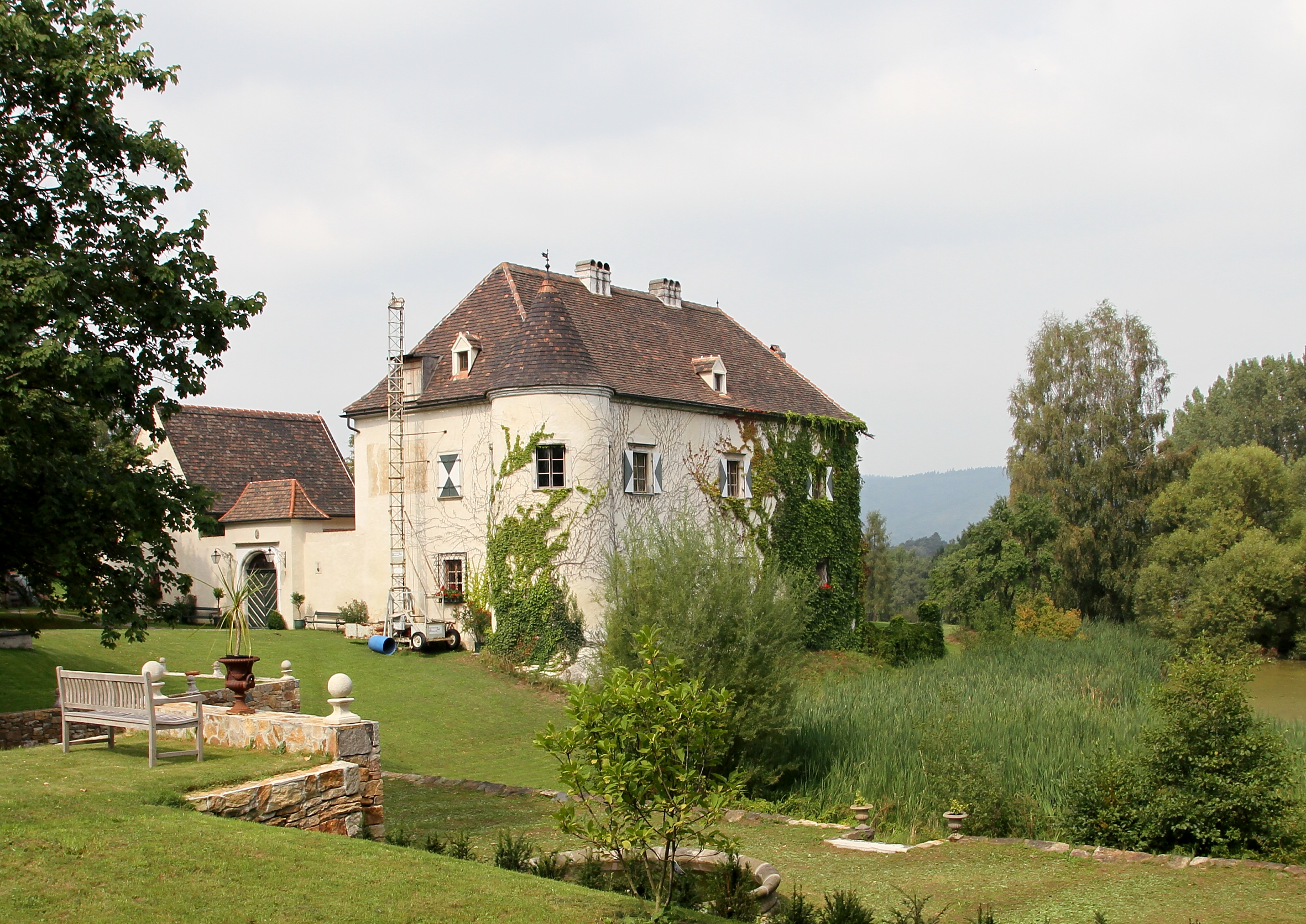
Schloss Grabenhof, Ansicht von Südosten

Das Schloss Grabenhof ist ein Ansitz in der niederösterreichischen Katastralgemeinde Gansbach der Marktgemeinde Dunkelsteinerwald. Seine Geschichte reicht bis in das frühe 13. Jahrhundert zurück, die heute vorhandene Bausubstanz stammt aber vermutlich aus dem Spätmittelalter und der Frühen Neuzeit. Der Ansitz steht unter Denkmalschutz und befindet sich in Privatbesitz. Er ist nicht zu besichtigen.

## Geschichte
Eine indirekte Erwähnung fand die Anlage, als 1200/1208 ein Heinricus de Graben als Zeuge in einer Urkunde genannt wurde. Anfänglich war der „Sitz zu dem Graben“ ein Maissauer Lehen, das vor 1400 Andre Zauchinger gehörte. Um 1404 befand er sich im Besitz des Ulrich Tobler. Nach dem Fall der Maissauer fiel das Anwesen an den Landesfürsten, der es in der Zeit von 1431 bis 1454 an Caspar Wiesendorfer und seinen Sohn Jörg verlehnte. 1454 als „Sitz im Graben“ mit dazugehöriger Teichwirtschaft und Meierhof erwähnt, wurde die Anlage ab 1490 nur noch Grabenhof genannt. Ab jenem Jahr saß die Familie Mühlwanger, die damals die Burggrafen der Burg Wolfstein stellten, auf dem Grabenhof. Im Jahr 1547 veräußerte sie den Besitz an Hieronimus von Maugis. Der Verkauf war der Beginn einer langen Folge von Besitzerwechseln im 16. und 17. Jahrhundert, bis Georg Ehrenreich Stettner die Anlage 1661 an das Stift Göttweig verkaufte. Das Kloster verpachtete das zu jener Zeit kaum mehr gepflegte Anwesen, das in der Folge immer mehr verfiel. Um 1800 wurden die Gebäude noch als Unterkünfte für Landarbeiter genutzt.
1951 schenkte das Kloster die heruntergekommene und 1945 zum Teil abgetragene Anlage der Gemeinde Gansbach, die sie 1969 an Martin Eder veräußerte. Nach dem Kauf wurden die noch erhaltenen Gebäude von ihm von Grund auf restauriert und dienen heute als privater Wohnsitz. Schloss Gansbach kann nicht besichtigt werden, wird aber als Filmlocation vermarktet.

## Beschreibung
Der ehemalige Edelsitz steht etwa 650 Meter südlich des Gansbacher Ortskerns am linken Ufer des Unteren Gansbachs. Er besteht aus drei Bauten, die einen Innenhof umgeben. Die an der Nord- und Ostseite des Anwesens stehenden zwei übereck verbundenen Bruchsteinbauten mit hellem Verputz sind historisch. Die Westseite des Hofs wird indes von modernen Wirtschaftsbauten aus dem Jahr 2006 begrenzt. Sie ersetzten einen 1945 abgerissenen Trakt. Östlich und nordöstlich des Schlosses hat sich ein Teil des ehemaligen Wassergrabens als Schlossteich erhalten. Er wird durch einen künstlichen Damm in zwei Hälften geteilt und wurde früher vom Unteren Gansbach gespeist.
Der turmartige Nordtrakt ist vermutlich älter als der Ostflügel und stammt in seiner heutigen Form aus dem Spätmittelalter. Seine drei Geschoße werden von einem Walmdach mit Ziegeldeckung abgeschlossen. Sein Keller mit Tonnengewölbe und Schlüsselscharte zeigt noch etwas von der alten Wehrhaftigkeit. Die Angabe im Dehio-Handbuch, dass er aus dem 14. Jahrhundert stammt, ist jedoch nicht gesichert. Die wenigen Rechteckfenster des Gebäudes besitzen teilweise profilierte Gewände. Ein spitzbogiges Portal an der zum Hof zeigenden Südseite führt ins Innere des Baus, wo in den oberirdischen Geschoßen Kreuzgratgewölbe und frühneuzeitliche Holzbalkendecken erhalten sind.
Der zweigeschoßige Osttrakt mit ziegelgedecktem Walmdach stammt vielleicht aus dem 16. Jahrhundert, es ist aber ein älterer, möglicherweise spätmittelalterlicher Baukern nicht auszuschließen. Die Ostfassade besitzt drei Achsen, während die zum Hof gelegene Westseite im Obergeschoß eine vierteilige Arkatur mit dahinter liegendem Arkadengang zeigt. Neben einigen architektonischen Details und einem im Inneren erhaltenen Stichkappengewölbe deutet auch eine Säule der Treppenanlage auf das 16. Jahrhundert. Sie zeigt die Jahreszahl 1560. An der Südost-Ecke des Baus steht ein schmaler Rundturm, der bis zur Traufe des übrigen Gebäudes reicht. Sein heutiges Kegeldach erhielt er erst bei der letzten Restaurierung, zuvor besaß der Turm ein Zeltdach. An der südlichen Stirnseite des Ostflügels sind noch die Reste eines Sgraffitos zu erkennen.
Die Südseite des Hofs ist von einer Mauer mit mittig stehendem Torbau samt Rundbogentor abgeschlossen. Sie gehört nicht zur historischen Bausubstanz, folgt aber einem historischen Vorbild, von dem an der Südwest-Ecke des Osttraktes noch ein ansetzender Rest zeugt.